# Jean-Baptiste Vence
Nicolas-Jean-Baptiste Joseph Vence, né le 6 avril 1771, à Marseille, et mort guillotiné dans la même ville le 13 septembre 1793, est un homme politique français, qui prit part aux insurrections fédéralistes et contre-révolutionnaires en Provence.

## Biographie
Son père, Jean-Baptiste (1729-1790), capitaine de vaisseau marchand et corsaire, négociant-armateur notable à Saint-Domingue et Marseille, en relations avec Boynes et membre du Comité colonial de Saint-Domingue, a reçu de Louis XV une épée d'honneur en 1757 pour sa bravoure en divers combats lors de la guerre de Sept Ans,. Il commanda au sculpteur Fossaty le mausolée érigé à Port-au-Prince en hommage au gouverneur Victor-Thérèse Charpentier,. Le frère de son père, Jean Gaspard de Vence (1747-1808), sera corsaire durant la guerre d'indépendance américaine, amiral et le premier préfet maritime de Toulon.
Sa mère, Marie Marguerite Adélaïde Gautier (ou Gantier) est d'une famille de propriétaires de Saint-Domingue, nièce du propriétaire du château de Voinsles
Vence rentre dans sa ville natale depuis Lyon où il se trouvait lorsque éclate la Révolution. À peine âgé de dix-huit ans, il se montre au début favorable au courant nouveau d'idées et de liberté. Mais, rapidement, il se trouve exilé à Palerme, en Sicile, au sein de la maison de négoce de son beau-frère Bouge. La manière dont il parlait des événements en France excita les ombrages du préteur de Palerme, qui réprimande alors vertement son imprudence et l'engage, s'il souhaite rester dans le pays, à ne plus tenir de propos semblables. Il est par la suite envoyé en Angleterre, à Londres, pour parfaire sa formation dans les affaires. Le déclenchement de la guerre entre ce pays et la République française nouvelle le contraigne à rentrer en Provence. Sur le trajet de retour en 1793, il s'arrête quelque temps à Paris, avant de descendre à Toulon où l'appelait l'embarquement de son jeune frère à bord du vaisseau le Duquesne, commandé par leur oncle pour une campagne à Tunis.
Vence se mêla rapidement aux mouvements de révoltes fédéralistes marseillais, dans lesquels il prit une part active et occupa d'importantes fonctions. Réunissant l'esprit à la beauté et à la fortune, ayant perdu son père trois ans plus tôt, il bénéficie d'estime et rassemble autour de lui de nombreuses sympathies. C'est en effet au moment de son retour à Marseille que les sections de la ville élisaient les commissaires chargés de la mission de rédiger, porter et défendre devant la Convention nationale l'adresse dont l'envoi avait été décidé fin avril, et est élu l'un d'eux - par 122 voix sur 194 votants - sans y avoir été présent ni candidat. Prévenu le 9 mai, flatté de la marque de confiance, il en vient en donner son acceptation le lendemain, indiquant qu'il soutiendra « les revendications des Marseillais contre les intrigants et les oppresseurs et les vœux de la cité pour le maintien de la liberté et de l'égalité », et reçut les instructions et les pouvoirs nécessaires pour l'accomplissement de sa mission. La séance s'acheva « par une prière à l'Éternel pour le succès de l'adresse et pour la santé des délégués qui allaient la porter à Paris ».
Le 21 mai, une fois rendus à Paris, installés rue Neuve Saint-Marc pour y tenir leurs séances, les trente-deux commissaires des sections constituèrent leur bureau. Rampal en est désigné président, avec pour vice-président Marcel et quatre secrétaires, dont Vence. Cette opération préliminaire accomplie, les commissaires envoyèrent quatre des leurs prévenir officiellement la municipalité de leur arrivée et du choix qu'ils avaient fait de l'hôtel Saint-Marc pour y tenir leurs séances. Après les Journées du 31 mai et du 2 juin 1793 et l'élimination des Girondins de la Convention, l'arrestation d'une partie des députés et commissaires de sections marseillais conduisirent à une partie de la délégation à quitter la capitale. Le 13 juin, seuls douze des commissaires s'y trouvaient encore, dont Vence, avec l'espoir de mener à bien les affaires dont ils avaient été chargés. 
Rentré à Marseille le 1er juillet, il est désigné le lendemain pour siéger dans la commission provisoire chargée d'administrer le département des Bouches-du-Rhône. L'assemblée électorale de Marseille ne reconnait plus la Convention montagnarde et, le 13, Vence est élu par les royalistes au premier tour l'un des deux députés, avec Gilly, à la Convention extraordinaire de Bourges qui devait se substituer à celle de Paris, mais qui finalement ne pourra jamais se rassembler. Il défend par un discours à la tribune l'action contre les armées de la Convention montagnarde.
L'armée départementale connut plusieurs revers face aux troupes de la Convention dirigées par le général Carteaux, renforcées par les gardes nationales de plusieurs départements. Lors de l'assemblée plénière du 29 juillet, le chevalier de Villeneuve-Tourrettes, ancien maréchal de camp et royaliste affirmé, en est nommé général. Les commissaires civils précédemment envoyés et qui se trouvaient près de l'armée départementale à Orgon furent remerciés et remplacés par Pierre Laugier, Vence (qui était membre du comité général), Rampal fils et Michel d'Eyguières. Une fois le général et ses auxiliaires désignés, ils se consacrèrent à reconstituer une armée et Aix fut choisi comme le centre de ralliement. L'avancée des troupes républicaines ne permit cependant pas au général de Villeneuve-Tourrettes d'organiser complètement celles départementales. En parallèle, un comité est mis en place (Abeille, Castelanet, Peloux, Raymond et Laugier, ces deux derniers remplacés rapidement par deux autres royalistes, Bruniquel et Poyard) et prend contact avec les amiraux Hood et l'Langora. Prenant l'initiative pour ne pas subir un siège de la part des forces républicaines, l'armée départementale eut des débuts heureux et prit possession rapidement de plusieurs villes (Lambesc, Rognes, Saint-Cannat, Pélissanne, Salon, Cadenet, Avignon, Orange, etc), mais se termina par l'échec à la fin du moins du mois d'août. 
Après le triomphe de Carteaux sur Marseille, les représentants en mission ordonnèrent les arrestations. Mis hors la loi comme « auteur, fauteur et instigateur de crimes contre-révolution et de rébellion contre la Convention nationale », Vence, accompagné de Pinatel, tente d'émigrer, gagnant le port d'Hyères et embarquant dans un navire génois en direction de Gênes ; mais, recherché, il est capturé par un corsaire français à la hauteur d'Antibes et ramené dans les prisons de Marseille. Il passe devant le tribunal révolutionnaire, présidé par Augustin Maillet, avec Joseph Giraud comme accusateur public et Étienne Chompré pour greffier, le 12 septembre, et est condamné à mort. L'exécution est fixée au lendemain. Sa mère, riche veuve, tentant en vain de lui sauver la vie, vint supplier Albitte pour demander la grâce de son fils, offrant en contrepartie 800 000 livres de sa dot à la République. Vence monte avec calme à l’échafaud et est guillotiné, à quatre heures. Albitte craignit quelques réactions au sein de la population, mais la peur dans lequel était versée la ville éteint toute opposition. 
Un cousin de son père, l'avocat Michel-François Caudière (1735-1794), président du Comité général des sections de Martigues, sera également guillotiné pour fédéralisme, le 17 germinal An II (16 avril 1794),.
Il est un des rares, avec Laugier et Villeneuve, à recevoir des éloges du journaliste et mémorialiste Laurent Lautard (1764-1848), de l'Académie de Marseille, dans son ouvrage sur cette période. À son sujet, il écrira : « Il y avait dans ce remarquable jeune homme tout un immense avenir ». « Moins célèbre, aussi beau, aussi spirituel, aussi malheureux que Barbaroux (dont il était un ami), Vence eut sur son compatriote l'avantage d'une âme exempte de tout mauvais levain ».